# Клоун

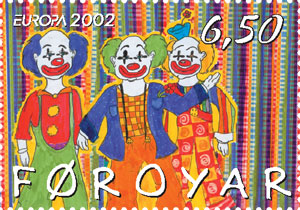
Почтовая марка с изображением клоунов. Фарерские острова, 2002

Кло́ун (англ. clown — «деревенщина», от лат. colōnus — «крестьянин-грубиян» — родственно colonia — «земля» (отданная в аренду)) в современном значении термина — цирковой, эстрадный или театральный артист, использующий приёмы гротеска и буффонады. Родственные определения: шут, гаер, паяц; в женском роде — клоунесса. Цирковой жанр, состоящий из комических сценок, исполняемых клоунами, вносящими в них приёмы эксцентрики и буффонады — клоунада.
Известные цирковые артисты-клоуны: Бим-Бом, Грок, Танти, Фрателлини, Виталий Лазаренко, Алексей Иванович Сергеев (Серго́, Мусля́), Михаил Румянцев (Карандаш), Олег Попов, Юрий Никулин и Михаил Шуйдин, Леонид Енгибаров, Анатолий Дубино, Борис Вяткин, Андрей Николаев, Анатолий Марчевский, Владимир Кремена.

## Профессия

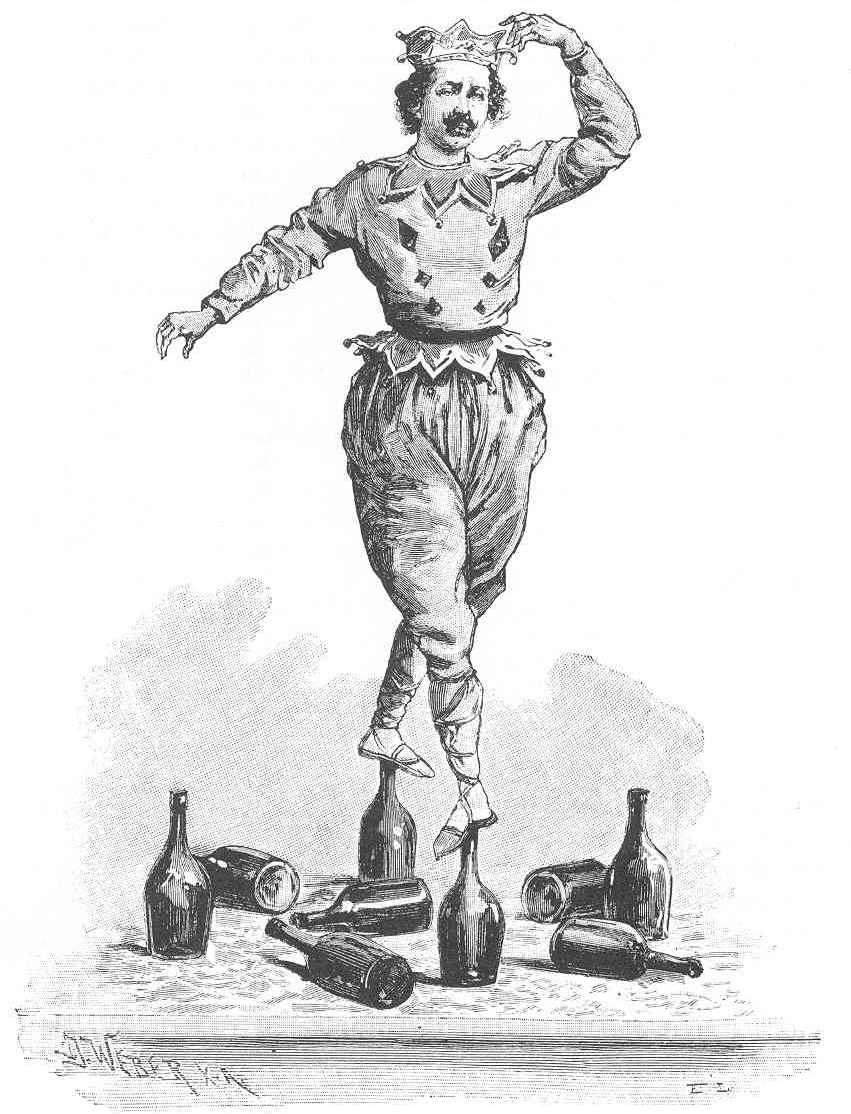
Выступление французского клоуна Жана-Батиста Ориоля

В современном цирковом и эстрадном искусстве клоуны работают, как правило, парами или группой (устойчивая традиционная клоунская пара — «рыжий» и «белый» клоуны). При сольном выступлении партнёром «рыжего» клоуна может выступать шпрехшталмейстер или униформист, а также публика в зале или отдельный зритель.
Цирковые клоуны имеют множество специализаций (музыкальные эксцентрики, ковёрные, акробаты, дрессировщики, пантомимисты, сатирики), однако чёткого подразделения не существует, большинство цирковых клоунов, как правило, работают в самых разных жанрах. Часто артист использует приёмы весьма сложных жанров циркового искусства, например, эквилибристики, акробатики или жонглирования.
Выдающийся мастер чехословацкого цирка Карел Клудский в своей книге «Жизнь на манеже» признаётся:
Хотите – верьте, хотите – нет, душа цирка – это не директор, не режиссёр, не дрессировщик «большого номера», не самый знаменитый укротитель.
Душа цирка – всегда самый лучший клоун… Цирк может остаться, даже если в нём уже нет тигров, львов, шутов, батутов и манежа, но перестаёт быть цирком, когда теряет клоуна. Покажите мне своего клоуна – и я скажу, каков ваш цирк.
Клоун — одна из самых демократических и в то же время самых сложных и универсальных специализаций актёра. История не знает примеров освоения жанра клоунады трагическими артистами, однако обратные примеры не столь уж редки. Многие выдающиеся клоуны (в том числе — цирковые) добивались значительных успехов в кинематографических и театральных ролях трагического характера (Ю. Никулин, Л. Енгибаров, В. Кремена, А. Марчевский).

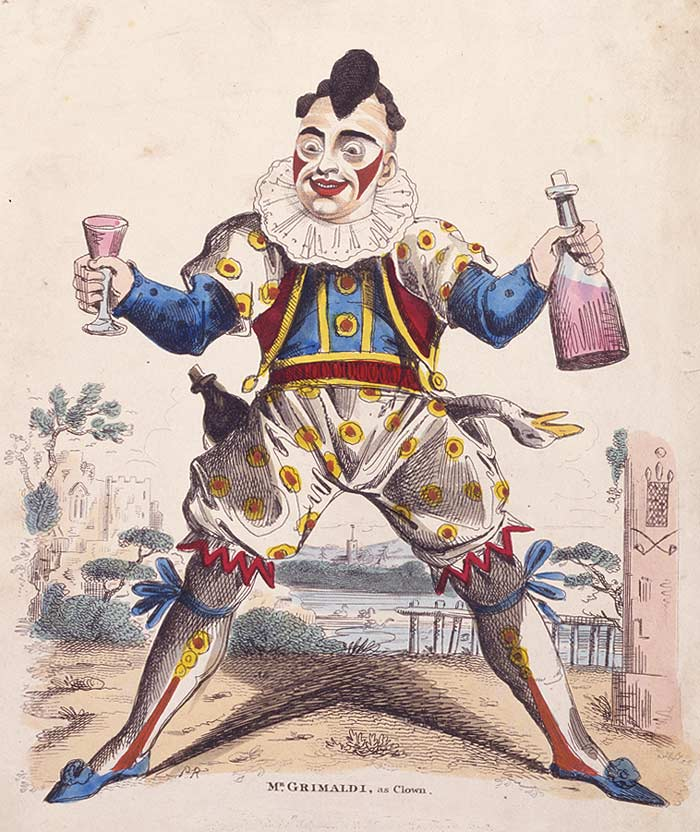
Джозеф Гримальди в роли клоуна Джоя

## Белое лицо
Есть два основных типа клоунов. Грим первого типа клоуна (тип Пьеро) имеет белое лицо с подчёркнутыми чертами лица, например, такими, как брови. Он более умный и изощрённый клоун, контрастирующий с грубыми или гротескными типами Огюста. Франческо Кароли и Гленн «Фрости» Литтл представляют собой примеры этого типа.
Второй тип белолицего клоуна — это шутоватый клоун типа Бозо. У этого типа есть гротескно подчёркнутые особенности, особенно красный нос и красный рот, часто с редкими (главным образом рыжими) волосами. В комедийном партнёрстве Эбботта и Костелло Бад Эббота был бы классическим белолицым клоуном, а Лу Костелло — комическим белолицым клоуном или Огюстом
Традиционно клоун с белым лицом использует белый клоунский макияж, чтобы покрыть всё лицо и шею, не оставляя видимой кожу. Европейские клоуны с белым лицом окрашивают уши в красный цвет.
Макияж белолицего клоуна был первоначально разработан Джозефом Гримальди в 1801 году. Он начал с нанесения белой основы на лицо, шею и грудь, а затем добавил красные треугольники на щеках, густые брови и большие красные губы, сложенные в озорную улыбку. Дизайн Гримальди используют многие современные клоуны. По словам биографа Гримальди Эндрю Макконнелла Стотта, это был один из самых важных театральных проектов 1800-х годов.
Первым великим американским клоуном с белым лицом был сценическая звезда Джордж «Фокс». Вслед за англичанином Джозефом Гримальди в первой половине XIX века Фокс популяризировал в США истории Шалтая-Болтая.

## В искусстве
- Ганс Шнир, главный герой романа «Глазами клоуна» немецкого писателя, лауреата Нобелевской премии по литературе 1972 года Генриха Бёлля.
- Джокер и Харли Квинн, враги Бэтмена, стилизуются под клоунов и стилизуют своё оружие под клоунский реквизит.
- Квага из мультсериала «Чёрный плащ» тоже стилизуется под клоуна.
- Эот Линг — оживший деревянный клоун из повестей Александра Волкова «Урфин Джюс и его деревянные солдаты» и «Огненный бог Марранов».
- Пеннивайз в романе Стивена Кинга «Оно» и его экранизациях.
- Клоуны-убийцы из космоса — пародийный фильм ужасов про кровожадных пришельцев, имевших облик, похожий на цирковых клоунов. Их космический корабль был похож на цирковой шатёр, а оружие — на клоунский реквизит.
- Клоун Красти — персонаж мультсериала «Симпсоны».

### Художественные фильмы о клоунах
1. Путь на арену — советский художественный фильм с Леонидом Енгибаровым в главной роли (1963)
2. Моё имя Клоун — индийский художественный фильм режиссёра Раджа Капура (1970)
3. Клоуны — итальянский частично документальный, частично художественный телефильм режиссёра Федерико Феллини, снятый в 1970 году.
4. Солнце в авоське — музыкальный фильм-концерт с Олегом Поповым в главной роли (1979)
5. «Клоун Мусля» — короткометражный художественный фильм с Николаем Носиком в главной роли (1980).
6. Клоун — советский художественный фильм о цирке; экранизация повести Виктора Драгунского «Сегодня и ежедневно» (1980)
7. Рассмешите клоуна — советский художественный телевизионный двухсерийный фильм (1984)
8. Мой любимый клоун — художественный фильм по мотивам одноимённой повести Василия Ливанова (1986)
9. Клоун — бразильский художественный кинофильм режиссёра Селтона Мелу, вышедший на экраны в 2011 году.
10. Шоколад — французская биографическая драма, основанная на реальных событиях (2016)

### Песни о клоунах
- «Клоун» и «Роковой карнавал» — песни рок-группы КняZz;
- «Клоун» — песня рок-группы Сказки Чёрного Города;
- «Клоун» — песня рок-группы Крематорий;
- «Тень клоуна» — альбом рок-группы Король и Шут с одноимённой песней;
- «Клоун беспощадный» — песня рок-группы Пикник;
- «Viva Kalman!» — песня рок-группы Агата Кристи;
- «Clown» — сингл ню-метал-группы Korn;
- «Арлекино» — песня певицы Аллы Пугачёвой.

### Телевидение
- Юмористическая программа «Маски-шоу» и рубрика «Деревня дураков» в тележурнале «Каламбур» были построены на клоунаде и снимались в жанре немого кино.